# 決定 (EU)
欧州連合法における決定（けってい、英: Decision）とは、欧州連合の第2次法で規定される、3つの法的拘束力を持つ法の形態のものの1つ。欧州連合の機能に関する条約第288条に根拠を持つ。決定はその対象を一般とするものではなく、特定のものとする法である。対象には特定の加盟国や企業、個人がなりうる。
決定の採択のための立法手続は扱われる政策分野によって決められる。共同決定手続では欧州議会と欧州連合理事会の双方の承認が必要とされ、また双方によって修正することが認められている。同意手続では両者の承認が必要とされるが、欧州議会は法案全体に対して同意・不同意を表明することしかできず、また法案の提出もできない。諮問手続では欧州連合理事会の承認のみが求められており、欧州議会は法案を諮るのみにとどまる。競争などのいくつかの政策分野では欧州委員会が単独で決定を行うことができる。
一般的に決定は、欧州委員会が企業の合併・統合計画に対する是非や、野菜の基準価格を定めるといった通常の農業関連の案件を判断するさいに行われる。